# Akhtirski
Akhtirski - Ахтырский (rus) - és un assentament de tipus urbà del krai de Krasnodar, a Rússia. És a la frontera entre la plana de Kuban-Priazov i les muntanyes del Caucas Occidental, a la vora del riu Akhtir, afluent de l'Abín, a 11 km a l'est d'Abinsk i a 61 km al sud-oest de Krasnodar, la capital del territori.

## Història
La localitat fou fundada el 1863 com la stanitsa d'Antirskaia per establir 1.234 colons cosacs de les stanitses de Poltàvskaia, Novomixastovskaia, Novotítarovskaia, Novovelitxkovskaia i Màrianskaia, i de les gubèrnies de Poltava i de Khàrkov. Més endavant, aquell mateix any, van arribar cent famílies de pagesos de les gubèrnies de Txernígov, Vorónej, Khàrkov i Poltava. El 1867 va rebre el nom d'Akhtirskaia.
Entre el 1938 i 1940 s'hi van trobar jaciments de petroli i de gas natural prop de la stanitsa. Durant la Gran Guerra Pàtria fou ocupada per la Wehrmacht de l'Alemanya nazi el 17 d'agost de 1942 i alliberada per l'Exèrcit Roig el 22 de febrer de 1943. El 1948 van començar els treballs de construcció de l'assentament de treball petrolier Akhtirski. El 1958 s'hi uneix el khútor de Dubravinski en l'assentament de tipus urbà actual.
| 1959   | 1970   | 1979   | 1989   | 2002   | 2007   | 2010   |
| ------ | ------ | ------ | ------ | ------ | ------ | ------ |
| 15 691 | 18 170 | 18 341 | 18 568 | 19 219 | 19 431 | 20.100 |